# Bulbophyllum penduliscapum
Bulbophyllum penduliscapum är en orkidéart som beskrevs av Johannes Jacobus Smith. Bulbophyllum penduliscapum ingår i släktet Bulbophyllum och familjen orkidéer. Inga underarter finns listade i Catalogue of Life.